# Олимпико монументал
Стадион Олимпико монументал, или само Олимпико, је фудбалски стадион у Порто Алегреу, Рио Гранде до Сул, Бразил. Максимални капацитет стадиона је 51.081 гледалац, а власништво је фудбалског клуба Гремио Порто Алегре. Прва утакмица је одиграна 19. септембра 1954. године када је Гремио побиједио уругвајски Насионал са 2:0. На овом је стадиону своје прве професионалне фудбалске кораке направио Роналдињо.

## Историја
У почетку је стадион имао капацитет од 38.000 гледалаца, да би 1980. био реновиран, чиме је и капацитет повећан на 85.000 гледалаца. Године 1990, поштујући ФИФА-ине норме о стадионима, капацитет стадиона је смањен на 51.081.
Дана 23. октобра 1968. године на овом стадиону је приређен рођендан Пелеу, тако што је у једном тренутку утакмице свјетло на стадиону угашено а читав стадион пјевао Срећан рођендан.
Гремио је своју прву међународну титулу, Копа Либертадорес, освојио 23. јула 1983. на Олимпику када је побиједио уругвајски Пењарол.
Највећа посјета забиљежена је 26. априла 1981. године када је Гремио изгубио од Понте Прете 1:0. Утакмици је присуствовало 85.721 гледалац.